# カーボンポジティブ
カーボンポジティブ (carbon positive) とは、環境化学の用語で、人間が何らかの一連の活動を通して温室効果ガス（特に二酸化炭素）を削減した際、排出される量より多く吸収することを指す。カーボンマイナス（carbon minus）ともいわれる。
バイオ燃料などは、排出量と吸収量が同じカーボンニュートラルを達成することが可能であるが、カーボンポジティブにすることは難しい。カーボンポジティブは、植林といった新たな吸収源を生み出す活動で行うものである。
植林の例で言えば、苗を植えて成長していく過程で、維持管理に用いるエネルギーによって二酸化炭素が排出されるが、植えた植物はこの排出量以上の二酸化炭素を吸収する。
ただし、カーボンポジティブの活動は、巨視的視点から見れば、人類活動によって過去から排出されて大気中に蓄積されてきた大量の二酸化炭素などの温室効果ガスを削減することを意味する。今後世界的な課題である地球温暖化の緩和に際しては、カーボンポジティブ活動を通して温室効果ガスの濃度を下げることで、全体の排出量と吸収量を均衡させてカーボンニュートラルに近い状態にしていくことが目的とされる。